# Grammatikbegriffe im Deutschen
Der Artikel Grammatikbegriffe im Deutschen listet häufig gebrauchte grammatische Fachbegriffe lateinischen Ursprungs auf (bzw. aus lateinischem Wortmaterial), wie sie in der wissenschaftlichen Literatur begegnen, und stellt sie den entsprechenden deutschen Bezeichnungen gegenüber, die in der traditionellen Grammatik und Schulgrammatik geläufig sind (einschließlich Bezeichnungen für grammatische Phänomene in anderen Sprachen als dem Deutschen).
- Zum schnellen Auffinden eines Fachausdrucks dient das alphabetische Register.
- Die Einträge dort führen in das Verzeichnis nach Sachgebieten; dort sind bedeutungsgleiche Entsprechungen verzeichnet und weitere Wikipedia-Artikel verlinkt.

Bei den Gegenüberstellungen im systematischen Teil handelt es sich allerdings nicht immer um eine reine Übersetzung von Bezeichnungen – besonders im Bereich der Syntax können hinter den deutschsprachigen Bezeichnungen auch andere Systeme stehen als hinter den latinisierten, siehe hierzu die Anmerkungen bei einzelnen Begriffen.

## Alphabetisches Register der Grammatikbegriffe
Anmerkung: Nicht eigens aufgeführt wurden Erscheinungen, für die ausschließlich deutsche Bezeichnungen üblich sind (etwa Wortstamm, Wurzel, Wortbildung). Manche dieser deutschen Bezeichnungen werden sogar auch in der internationalen Fachliteratur, also z. B. im Englischen, benutzt, vor allem: Ablaut, Umlaut, Aktionsart.
A
- abhängig
- Absichtssatz
- Abstraktum
- Adjektiv
- Adjunkt
- Adposition
- Adverb(ium)
- Adverbial, Adverbiale Bestimmung
- Adverbialsatz
- Akkusativ
- Aktionsform
- Aktiv
- Angabe
- Anredefall
- Appellativ(um)
- Apposition
- Argument
- Argumentsatz
- Artikel
- Attribut
- Attributsatz
- Ausrufewort
- Ausrufesatz
- Aussageform, Aussageweise

B
- Bedingungsform
- Bedingungssatz
- Befehlsform
- Begleiter
- Begriffswort
- Begründungssatz
- Beifügung
- Beifügungssatz
- Beisatz, Beistellung
- Beiwort
- Bestandteil
- Bestimmungswort
- Beugung
- Bezugssatz
- Biegung
- Bindewort

D
- Dativ
- Definitheit
- Deklination
- Dependenz
- Derivation
- Determinans
- Determinatum
- Diathese
- Dingwort
- Diphthong
- Doppellaut
- Dual(is)

E
- Eigenname
- Eigenschaftswort
- einfaches Wort
- Einräumungssatz
- Einzahl
- Empfindungswort
- Ergänzung(1) = Satzergänzung
- Ergänzung(2) = Argument
- Exklamativsatz

F
- Fall; 1./2. Fall etc.
- Femininum
- Finalsatz
- Flexion
- Folgesatz
- Fragesatz
- Fügewort
- Fürwort
- Futur
- Futur exakt

G
- Gattungsname
- Gebefall
- Gegenstandswort
- Gegenwart
- Genitiv / Genetiv
- Genus
- Genus Verbi
- Geschlecht
- Geschlechtswort
- Gleitlaut
- Grundform
- Grundwort

H
- Halbvokal
- Handlungsart, Handlungsform, Handlungsrichtung
- Hauptwort

I
- Imperativ
- Imperfekt
- Indefinitpronomen
- Indikativ
- Infinite Verbform, Infinitiv
- Inhaltssatz
- Interjektion
- Interrogativsatz
- intransitiv(es Verb), Intransitiv(um)

J
- Junktion

K
- Kasus
- Kausalsatz
- Klagefall
- Kollektivum
- Komparation
- Komparativ
- Komplement
- Kompositum
- Konditional(is)
- Konditionalsatz
- Kongruenz
- Konjugation
- Konjunktion
- Konjunktiv
- Konkretum
- Konsekutivsatz
- Konsonant
- Konstituente
- Konzessivsatz

L
- Lagewort
- Leideform

M
- männlich
- Maskulinum
- Materialnomen
- Mehrzahl
- Mitlaut
- Mittelwort
- Mitvergangenheit
- Modalwort
- Modifikation, Modifikator
- Modus
- Möglichkeitsform
- Morphem

N
- Nachsilbe
- Namenwort
- Nebensatz
- Nebenwort
- Nennfall
- Nennform
- Nennwort
- Neutrum
- Nomen
- Nomen proprium
- Nominativ
- Numerale
- Numerus

O
- Objekt
- Objektsatz

P
- Partizip
- Passiv
- Perfekt
- Personalpronomen
- persönliches Fürwort
- Plural
- Pluraletantum
- Plusquamperfekt
- Positiv
- Postfix
- Postposition
- Prädikat
- Präfix
- Präposition
- Präsens
- Präteritum
- Pronomen

Q
- Qualitativ(um)

R
- Reflexivpronomen
- Relativsatz
- rückbezügliches Fürwort
- Ruffall

S
- sächlich
- Sammelname
- Satzaussage
- Satzbau
- Satzergänzung
- Satzgegenstand
- Satzlehre
- Selbstlaut
- Silbe
- Simplex
- Singular
- Singularetantum
- Sprachsilbe
- Steigerung
- Stelligkeit
- Stoffname
- Subordination, subordinierter Satz
- Subjekt
- Subjektsatz
- Subjunktion
- Substantiv
- Suffix
- Superlativ
- Syntax

T
- Tatform, Tätigkeitsform
- Tätigkeitswort, Tu(n)wort
- Temporalsatz
- Tempus
- transitiv(es Verb), Transitiv(um)

U
- Übereinstimmung
- übergehend(es Zeitwort)
- Umstands-bestimmung
- Umstandssatz
- Umstandswort
- Unbestimmte Verbform
- unbestimmtes Fürwort
- untergeordneter Satz
- Utrum

V
- Valenz
- Verb(um)
- Verb(al)genus, Verb(al)geschlecht
- Vergangenheit
- Verhältniswort
- Vokal
- Vokativ
- Vollendete Gegenwart
- Vollendete Vergangenheit
- Vollendete Zukunft
- Vorsilbe
- Vorvergangenheit
- Vorwort
- Vorzukunft

W
- weiblich
- Wemfall
- Wenfall
- Werfall
- Wertigkeit
- Wes(sen)fall
- Wiewort
- Wirklichkeitsform
- Wortableitung
- Wort-zusammensetzung

Z
- Zahl
- Zahlwort
- Zeitform
- Zeitwort
- Zeitsatz
- Zeugefall
- zielend(es Zeitwort)
- Zielsatz
- Zitierform
- Zukunft
- zusammengesetztes Wort, Zusammensetzung
- Zwecksatz
- Zweizahl

## Systematik der Grammatikbegriffe mit Erläuterungen

### Wortarten
| Deutsche Bezeichnungen                                             | Lateinisch-deutsche Bezeichnungen                                  | Beispiele             | Hinweise |
| ------------------------------------------------------------------ | ------------------------------------------------------------------ | --------------------- | --- |
| Nennwort                                                           | Nomen                                                              |                       | Diese Wörter sind mehrdeutig. Traditionell, von der Griechisch- und Lateingrammatik her, wird Nomen im weitesten Sinne als Bezeichnung aller deklinierbaren Wortarten verwendet (Substantiv, Adjektiv, Pronomen, Numerale). Die aktuelle Schulgrammatik setzt Nomen oft mit Substantiv (Hauptwort) gleich und folgt mit dieser engeren Bedeutung dem Sprachgebrauch der englisch- und französischsprachigen Fachliteratur. Die deutsche Bezeichnung Nennwort schwankt in ihrer Bedeutung in derselben Weise wie lat. Nomen, d. h. taucht in Lateingrammatiken auch als Wiedergabe für Nomen im weiteren Sinn auf. |
| Hauptwort, Dingwort, Namenwort, Gegenstandswort (im weiteren Sinn) | Substantiv(um)                                                     | Baum, Kindheit, Haus  | Unterarten des Substantivs siehe nachfolgende Tabelle unten. „Nomen“ ist in neueren Texten meistens bedeutungsgleich mit „Substantiv“ (siehe Erläuterung eine Zeile weiter oben). |
| Eigenschaftswort, Beiwort, Wiewort                                 | Adjektiv(um), selten: Qualitativ                                   | groß, schneller, grün | |
| Geschlechtswort, Begleiter                                         | Artikel                                                            | der, ein              | |
| Fürwort - persönliches - rückbezügliches - unbestimmtes Fürwort    | Pronomen - Personalpronomen - Reflexivpronomen - Indefinitpronomen | - ich - sich - jemand | Für weitere Bezeichnungs-Paare bei Unterarten siehe Pronomen#Klassifikation |
| Zahlwort                                                           | Numerale                                                           | drei, dritter         | |
| Zeitwort, Tätigkeitswort, Tu(n)wort (in der Grundschule)           | Verb(um)                                                           | gehen, fragen, liegen | Untertypen sind „übergehende / zielende / transitive Verben“ (enthalten, verschlingen) und „nicht zielende / intransitive Verben“ (stehen, rosten). Traditionell werden als transitive Verben nur solche mit Akkusativ-Ergänzung bezeichnet. Intransitiv sind dementsprechend Verben ohne eine Ergänzung, oder dort mit anderem Kasus als Akkusativ |
| Bindewort, Fügewort                                                | Konjunktion / Subjunktion / Junktion                               | weil, und             | Die Untertypen nebenordnende Konjunktion (z. B. und) und unterordnende Konjunktion = Subjunktion (z. B. weil) werden manchmal als verschiedene Wortarten angesehen. Junktion wird manchmal als Oberbegriff für beide benutzt. |
| Verhältniswort, Vorwort, Lagewort                                  | Präposition, Adposition                                            | auf, in, mit, von     | „Vorwort“ bzw. „Präposition“ trifft eigentlich nur auf vorangestellte Verhältniswörter zu. Die allgemeinere Bezeichnung „Adposition“, die auch nachgestellte Wörter einschließt (Postpositionen; z. B. in „den Kindern zuliebe“) ist aber außerhalb wissenschaftlicher Texte wenig gebräuchlich. |
| Umstandswort, Nebenwort                                            | Adverb(ium)                                                        | gestern, hier         | Für Unterarten des Adverbs siehe Adverb#Bedeutungsklassen |
| Ausrufewort, Empfindungswort                                       | Interjektion                                                       | aua, pfui             | |

Unterarten des Substantivs
| Deutsche Bezeichnungen                       | Lateinisch-deutsche Bezeichnungen          | Hinweise                                                    |
| -------------------------------------------- | ------------------------------------------ | ----------------------------------------------------------- |
| Begriffswort                                 | Abstraktum                                 |                                                             |
| Gegenstandswort (im engeren Sinne)           | Konkretum                                  | „Gegenstandswort“ begegnet auch in der Bedeutung Substantiv |
| Eigenname                                    | (lateinisch nomen proprium)                |                                                             |
| Gattungsname, Gattungsbezeichnung            | Appellativ(um)                             |                                                             |
| Sammelname, Sammelbezeichnung, Sammelbegriff | Kollektivum                                |                                                             |
| Stoffname, Stoffbezeichnung                  | Materialnomen (lateinisch nomen materiale) |                                                             |

### Wortbildung und Wortaufbau
| Deutsche Bezeichnung                    | Lateinisch-deutsche Bezeichnung | Hinweise |
| --------------------------------------- | ------------------------------- | --- |
| einfaches Wort                          | Simplex                         | |
| zusammengesetztes Wort, Zusammensetzung | Kompositum                      | |
| Bestimmungswort (einer Zusammensetzung) | Determinans                     | |
| Grundwort (einer Zusammensetzung)       | Determinatum                    | |
| Wortableitung                           | Derivation                      | |
| Vorsilbe                                | Präfix                          | siehe nächste Zeile |
| Nachsilbe                               | Suffix, Postfix                 | Präfixe und vor allem Suffixe sind häufig keine Silben im Sinne von Sprechsilben. Die deutschen Bezeichnungen „Vorsilbe, Nachsilbe“ werden in der Sprachwissenschaft als fehlerhaft angesehen; oder sie werden so gedeutet, dass sie auf einer sonst ungebräuchlichen Bezeichnung Sprachsilbe (= Morphem) beruhen. |

### Wortformen / grammatische Merkmale
- Substantiv, Adjektiv, Artikel, Pronomen, Numerale sowie Verb sind im Deutschen flektierbare Wortarten und bilden verschiedene Wortformen (sie werden dekliniert bzw. konjugiert).
- Konjunktion, Präposition, Adverb, Partikel und Interjektion sind im Deutschen unflektierbare Wortarten (sie behalten immer dieselbe Form).
- In anderen Sprachen kann die Zuordnung zwischen Flexion und Wortarten anders aussehen.

| Deutsche Bezeichnung | Lateinisch-deutsche Bezeichnung                                                                         | Hinweise |
| --- | --- | --- |
| Fall - 1. Fall / Werfall / Nennfall - 2. Fall / Wes(sen)fall / Zeugefall - 3. Fall / Wemfall / Gebefall - 4. Fall / Wenfall / Klagefall - 5. Fall / Anredefall / Ruffall                                                | Kasus - Nominativ - Genitiv (selten: Genetiv) - Dativ - Akkusativ - Vokativ                             | Bei den nominalen (deklinierbaren) Wortarten. — Die traditionelle Nummerierung der Fälle von 1 bis 4 stellt eigentlich keine feste Bezeichnung dar und wird in manchen neueren Grammatiken und Lehrbüchern, sowie auch in der wissenschaftlichen Literatur, nicht benutzt. Zum Beispiel benutzt die Dudengrammatik (2009) eine Reihung Nominativ – Akkusativ – Dativ – Genitiv. Ebenso wird der Vokativ in traditionellen Lateingrammatiken als 5. Fall geführt, jedoch nicht unbedingt in der Grammatik anderer Sprachen. |
| Zahl - Einzahl - Mehrzahl - Zweizahl | Numerus - Singular - Plural - Dual(is)                                                                  | |
| nur in der Einzahl benutztes Wort | Singularetantum (Mehrzahl: Singulariatantum, jünger auch Singularetantums oder Singularetanta)          | |
| nur in der Mehrzahl benutztes Wort | Pluraletantum (Mehrzahl: Pluraliatantum, jünger auch Pluraletantums oder Pluraletanta)                  | |
| Geschlecht - männliches Geschlecht - weibliches Geschlecht - sächliches Geschlecht - gemeinschaftliches, gemeinsames Geschlecht                                                                                         | Genus - Maskulinum - Femininum - Neutrum - Utrum, G. commune                                            | Als Merkmal von Wortformen bei Artikeln, Pronomina und Adjektiven; als festes Merkmal des Wortstamms bei Substantiven. |
| Steigerung - 1. Stufe - 2. Stufe - 3. Stufe | Komparation - Positiv - Komparativ - Superlativ                                                         | Gesteigert werden Adjektive und einige Adverbien |
| Zeit (Zeitform) - Gegenwart - Vergangenheit (österr. Mitvergangenheit) - Vollendete Gegenwart (österr. Vergangenheit) - Vollendete Vergangenheit (österr. Vorvergangenheit) - Zukunft - Vollendete Zukunft (Vorzukunft) | Tempus - Präsens - Präteritum (Imperfekt) - Perfekt - Plusquamperfekt - Futur I - Futur II, Futur exakt | Bei Verben. — Während früher Präteritum der Oberbegriff dreier Vergangenheitsformen (Imperfekt, Perfekt, Plusquamperfekt) war, ist heute in der Schulgrammatik Präteritum der Begriff für die unzusammengesetzte Vergangenheitsform, früher Imperfekt genannt. |
| Handlungsform, Zustandsform, Handlungsart, Handlungsrichtung - Tatform, Tätigkeitsform - Leideform, Leidensform | Genus Verbi, Verb(al)genus, Verb(al)geschlecht; Aktionsform; Diathese - Aktiv - Passiv                  | Bei Verben. Im engeren Sinn bezeichnet „Genus Verbi“ die jeweilige Wortform und „Diathese“ die Bedeutungsfunktion |
| Aussageform (Aussageweise) - Wirklichkeitsform - Möglichkeitsform - Befehlsform - Bedingungsform | Modus - Indikativ - Konjunktiv - Imperativ - Konditional(is)                                            | Bei Verben. |
| unbestimmte Verbform | infinite Verbform                                                                                       | Verbform, die nicht nach Person, Zahl (Numerus) und Modus bestimmt, d. h. davon unabhängig ist. Zu den infiniten Verbformen zählen auch Partizipien (wenn sie nicht als Adjektive einzustufen sind). |
| Nennform, Grundform | Zitierform                                                                                              | Die Bezeichnungen „Nennform“ und „Infinitiv“ sind nicht gleichbedeutend. Im Deutschen wird der Infinitiv als Nennform / Zitierform der Verben benutzt, in der Grammatik anderer Sprachen können aber auch andere Formen in dieser Funktion benutzt werden (z. B. in der Lateingrammatik oft die 1. Person Singular Präsens). |
| Mittelwort - – der Gegenwart - – der Vergangenheit | Partizip - Partizip I, Partizip Präsens - Partizip II, Partizip Präteritum, Partizip Perfekt            | Ob „Partizip“ eine Wortform oder eine Wortart ist oder ein Mittelding zwischen beidem, wird unterschiedlich eingeordnet (auch je nach einzelner Verwendung solcher Wörter). |
| Beugung; österr. auch Biegung | Flexion                                                                                                 | Oberbegriff für Deklination und Konjugation. Deklination bei den verschiedenen nominalen Wortarten, Konjugation bei Verben. |
| Übereinstimmung (von Merkmalen) | Kongruenz                                                                                               | Merkmalsübereinstimmung, sofern sie von Grammatikregeln verlangt wird, z. B. im Deutschen zwischen Artikel und Substantiv im Genus / Geschlecht. |

### Satzlehre (Syntax)
| Deutsche Bezeichnung | Lateinisch-deutsche Bezeichnung | Hinweise |
| --- | --- | --- |
| Satzaussage | Prädikat | Mit „Prädikat“ manchmal anderer Begriffsumfang verbunden, siehe dort |
| Satzgegenstand | Subjekt | In der Linguistik ist die Bedeutung nicht immer identisch, siehe Subjekt (Grammatik)#Subjekt und Satzgegenstand |
| Satzergänzung, kurz Ergänzung | Objekt | In der Germanistischen Linguistik wird die Bezeichnung „Ergänzung“ auch verwendet, aber eher in der Bedeutung von Argument (siehe Ergänzung hier unten). |
| Umstandsbestimmung | adverbiale Bestimmung, Adverbialbestimmung, Adverbiale, Adverbial | In manchen Traditionen werden Satzadverbiale, die einzelne Wörter sind (z. B. vielleicht), nicht zu den Umstandsbestimmungen gezählt, sondern als „Modalwörter“ bezeichnet. |
| Ergänzung | Komplement, Argument | „Ergänzung“ ist mehrdeutig; hier gemeint: Satzteil, der (vom Verb) gefordert wird (so meist in wissenschaftlichen Grammatiken; die andere Bedeutung ist Satzergänzung / Objekt). „Komplement“ ist ebenfalls mehrdeutig und nicht in allen Traditionen gleichbedeutend mit „Ergänzung“. |
| Angabe | Modifikator, Adjunkt | Die genannten Bezeichnungen sind nicht bedeutungsgleich, überschneiden sich aber in der Sache häufig. Der freie Dativ zählt z. B. als Angabe, jedoch nicht als Modifikator. |
| Beifügung | Attribut | |
| Beisatz, Beistellung | Apposition | (zu unterscheiden von Adposition) |
| Nebensatz, auch: untergeordneter Satz - Beifügungssatz - Bezugssatz - Inhaltssatz - Umstandssatz - Zeitsatz - Bedingungssatz - Begründungssatz - Einräumungssatz - Folgesatz - Zweck-, Absichts-, Zielsatz | subordinierter Satz - Attributsatz - Relativsatz - Argumentsatz - Adverbialsatz - Temporalsatz - Konditionalsatz - Kausalsatz - Konzessivsatz - Konsekutivsatz - Finalsatz | Nach manchen Definitionen schließt „Inhaltssatz“ die Kategorie der freien Relativsätze aus und hat dann also eine engere Bedeutung als „Argumentsatz“. |
| Fragesatz | Interrogativsatz | |
| Ausrufesatz | Exklamativsatz | |

### Lautlehre (Phonetik / Phonologie)
| Deutsche Bezeichnung | Lateinisch-deutsche Bezeichnung                                                 | Hinweise |
| -------------------- | ------------------------------------------------------------------------------- | --- |
| Selbstlaut           | Vokal, Vokallaut                                                                | Vokal ist mehrdeutig und kann auch Vokalbuchstabe bedeuten |
| Mitlaut              | Konsonant                                                                       | Konsonant ist mehrdeutig und kann auch Konsonantenbuchstabe bedeuten |
| Doppellaut           | Diphthong                                                                       | |
| Gleitlaut            | Halbvokal, und div. andere Entsprechungen                                       | Siehe im Artikel Gleitlaut |
| Silbe                | Silbe; selten/veraltet kann mit „Silbe“ im Deutschen auch Morphem gemeint sein. | In der Sprachwissenschaft ist die Silbe immer eine Verbindung von Lauten, die traditionellen Ausdrücke „Vor-/Nachsilbe“ beziehen sich hingegen auf Morpheme, siehe unter Nachsilbe. |

### Begriffe der modernen Linguistik
| Wertigkeit, Stelligkeit | Valenz       |
| Abhängigkeit            | Dependenz    |
| Bestandteil             | Konstituente |